# Liberia op de Olympische Zomerspelen 1960
Liberia nam deel aan de Olympische Zomerspelen 1960 in Rome, Italië. Ook tijdens de tweede deelname won het geen medaille.

## Deelnemers en resultaten
(m) = mannen, (v) = vrouwen 

### Atletiek
| Olympiër        | Discipline   | Resultaat | Prestatie               |
| --------------- | ------------ | --------- | ----------------------- |
| Emmanuel Putu   | 100m (m)     | 53e       | serie 5: 5de in 11,2    |
| James Roberts   | 100m (m)     | 53e       | serie 9: 7de in 11,2    |
| Emmanuel Putu   | 200m (m)     | DNS       | serie 5: niet gestart   |
| James Roberts   | 200m (m)     | 57e       | serie 3: 4de in 23,1    |
| George Johnson  | 400m (m)     | 51e       | serie 5: 6de in 51,4    |
| George Johnson  | 800m (m)     | 48e       | serie 1: 6de in 1.56,04 |
| Alifu Massaquoi | marathon (m) | 62e       | 3:43.18                 |

Afghanistan · Argentinië · Australië · Bahama's · België · Bermuda · Birma · Brazilië · Brits-Guiana · Bulgarije · Canada · Ceylon · Chili · Colombia · Cuba · Denemarken · Duits eenheidsteam · Ethiopië · Fiji · Filipijnen · Finland · Frankrijk · Ghana · Griekenland · Groot-Brittannië · Haïti · Hongarije · Hongkong · Ierland · IJsland · India · Indonesië · Irak · Iran · Israël · Italië · Japan · Joegoslavië · Kenia · Libanon · Liberia · Liechtenstein · Luxemburg · Malakka · Malta · Marokko · Mexico · Monaco · Nederland · Nederlandse Antillen · Nieuw-Zeeland · Nigeria · Noorwegen · Oeganda · Oostenrijk · Pakistan · Panama · Peru · Polen · Portugal · Puerto Rico · Roemenië · San Marino · Singapore · Soedan · Sovjet-Unie · Spanje · Suriname · Taiwan · Thailand · Tsjecho-Slowakije · Tunesië · Turkije · Uruguay · Venezuela · Verenigde Arabische Republiek · Verenigde Staten · Vietnam · West-Indische Federatie · Zuid-Afrika · Zuid-Korea · Zuid-Rhodesië · Zweden · Zwitserland